# Shangri-La (Tonstudio)

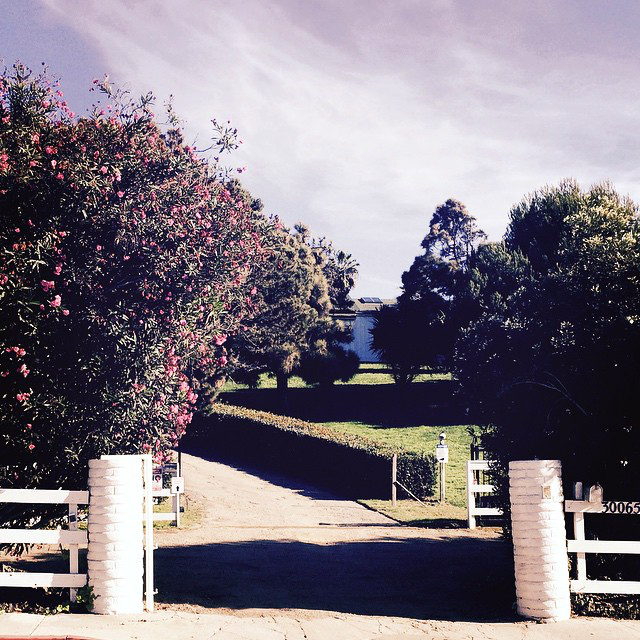
Eingang zum Shangri-La Studio

Das Shangri-La Studio ist ein Tonstudio in Malibu, Kalifornien, unter der Adresse 30065 Morning View Drive. Seit den 1970er Jahren haben dort verschiedene bekannte Musiker Aufnahmen gemacht.

## Geschichte
Das Anwesen wurde ursprünglich 1958 von der mexikanisch-amerikanischen Schauspielerin Margo erworben und als Shangri-La Ranch bezeichnet. Der Name wurde von James Hiltons Roman Lost Horizon inspiriert, in dessen Verfilmung Margo mitgespielt hatte.
In den frühen 1970er Jahren wurde es von der kanadisch-amerikanischen Rootsrock-Band The Band gemietet und zu einem Tonstudio umgebaut. Rob Fraboni und der Haustechniker Ed Anderson gestalteten das Studio nach den genauen Vorgaben von Bob Dylan und The Band. Levon Helm, der Schlagzeuger von The Band, beschrieb Shangri-La als „ein Klubhaus und ein Studio, wo wir und unsere Freunde Alben aufnehmen und unsere Musik gegenseitig befruchten konnten.“
1976 kaufte Rob Fraboni zusammen mit Partnern das Haus für 195.000 Dollar und wandelte es in ein semi-kommerzielles Studio um. Es wurde mit einem 24-Spur-Aufnahmesystem und modernen Synthesizern ausgestattet.
Im Jahr 2011 erwarb der Musikproduzent Rick Rubin das Studio für zwei Millionen Dollar. Er implementierte ein minimalistisches Design, indem er Wände und Böden weiß strich und dekorative Elemente entfernte. Rubin wollte eine ablenkungsfreie Umgebung schaffen, um den kreativen Prozess zu fördern. Das Mischpult blieb erhalten, während der Fokus auf dem Klang und dem Gefühl der Instrumente lag.

## Bedeutende Aufnahmen und Künstler
Während seiner Geschichte beherbergte Shangri-La zahlreiche renommierte Künstler und war Geburtsort vieler klassischer Alben:
- Eric Clapton verbrachte 1976 fast drei Monate im Studio und nahm sein Album No Reason To Cry auf. Dabei arbeitete er mit Künstlern wie Bob Dylan (der in einem Zelt im Rosengarten lebte), Van Morrison, Ringo Starr, Pete Townshend, Joe Cocker, Billy Preston und Ronnie Wood zusammen.[2]
- Bob Dylan und The Band nahmen hier The Basement Tapes auf.[2]
- The Band nutzte das Studio für mehrere Alben, darunter The Last Waltz und Islands.[2]
- In den 2000er Jahren wurden hier Alben von Künstlern wie Weezer, Metallica, Red Hot Chili Peppers und Kings of Leon aufgenommen.[2]
- Adele nahm hier Teile ihres Albums 21 auf, und Kanye West mischte sein Album Yeezus in Shangri-La.[3]

## Ausstattung und Besonderheiten
Shangri-La besteht aus vier Schlafzimmern, drei Badezimmern und zwei Hauptaufnahmeräumen, die mit moderner Technik ausgestattet sind. Ein zentrales Element der Studioausstattung ist das API-Mischpult.
Eine Besonderheit des Studios ist ein ehemaliger Tourbus von Bob Dylan, der zu einem zusätzlichen Aufnahmeraum umfunktioniert wurde. Der Außenbereich des Studios gewährt einen Blick auf die Küste von Malibu.

## Sonstiges
Eine vierteilige Dokumentarserie des Senders Showtime, die am 12. Juli 2019 ausgestrahlt wurde, bot einen exklusiven Einblick in den kreativen Prozess von Rick Rubin und beleuchtete die Geschichte des Studios. Die Serie wurde 2020 für einen Grammy in der Kategorie Best Music Film nominiert.
Shangri-La wurde mit anderen bekannten Aufnahmeorten wie den Electric Lady Studios in New York City oder den Patchwerk Recording Studios in Atlanta verglichen.